# .bg
.bg è il dominio di primo livello nazionale assegnato alla Bulgaria.
Il dominio ha goduto di scarsa popolarità tra le aziende bulgare a causa dei costi elevati e il supporto limitato all'alfabeto cirillico. Nel 2014 l'ICANN ha approvato il dominio internazionalizzato .бг (xn--90ae).